# 1,4-α-Glucan-verzweigendes Enzym
Das 1,4-α-Glucan-verzweigende Enzym (GBE) ist dasjenige Enzym, das Poly-Glucose-Ketten an langkettige Polysaccharide hinzufügt, aber nicht an das Ende der Kette, sondern verzweigend, etwa im Abstand von 10 bis 14 Glucoseeinheiten zur nächsten Verzweigung (s. Abb.). Diese Reaktion ist (zusammen mit der Verlängerung der Kette) die abschließende beim Aufbau von Glykogen. Die Verzweigungen sind notwendig, um die Löslichkeit des Glycogen zu erhöhen, und damit den osmotischen Druck in der Zelle nicht zu hoch werden zu lassen. GBE kommt in den meisten Lebewesen vor, das Pflanzenenzym hat die Namen Amylopectin-verzweigendes Enzym bzw. Q-Enzym. Im Menschen ist es besonders in der Leber und den Muskeln lokalisiert. Mutationen am GBE1-Gen können zur Glykogenspeicherkrankheit Typ IV (Morbus Andersen) oder der Adulten Polyglucosankörper-Erkrankung führen.

## Katalysierte Reaktion
{\displaystyle \longrightarrow } 

 {\displaystyle \longrightarrow }  

Verzweigungsschema von Glycogen

Die lineare Glycogenkette wird verzweigt (in Pflanzen analog: Amylose wird zu Amylopectin umgewandelt).